# Galina Murašova
Galina Murašova   (Vílnius, 22 de desembre de 1955) és una atleta lituana, ja retirada, especialista en llançament de disc, que va competir sota bandera de la Unió Soviètica durant les dècades de 1970 i dècada de 1980.
Durant la seva carrera esportiva va prendre part en dues edicions dels Jocs Olímpics d'Estiu, el 1980, a Moscou, on fou setena en la prova del llançament de disc del programa d'atletisme; i als de 1988, a Seül, on fou dotzena en la mateixa prova. El boicot olímpic soviètic als Jocs de Los Angeles de 1984 n'impedí la seva participació.
En el seu palmarès destaca una medalla de plata al Campionat del Món d'atletisme de 1983, rere l'alemanya Martina Opitz. Es proclamà set vegades campiona de Lituània de llançament de disc (de 1977 a 1982 i 1988) i millorà el rècord lituà de l'especialitat en 13 ocasions, passant dels 58,92 metres el 1978 als 72,14 metres el 1984. També guanyà els títols soviètics de 1983 i 1988.

## Millors marques
- Llançament de disc. 72,14 metres (1984)[1][5]